# پارادوو
پارادوو (به لهستانی:  Paradów) یک روستا در لهستان است که در گمینا پوگوژلا واقع شده‌است.